# Lenda do Bispo Genádio e as Sete Cidades
A Lenda do Bispo Genádio e as Sete Cidades é uma tradição oral da ilha de São Miguel, nos Açores. Está relacionada com o mito das Sete Cidades, num ambiente de guerras e feitiços.

## Lenda
Genádio era um rapaz que tivera toda uma juventude de aventuras. Era o filho mimado e rico de um pai poderoso. Um dia descobriu que tinha poderes especiais, particularmente de necromante. Um dia Genádio fartou-se da vida que levava, e fez-se padre e anacoreta. Assim consagrou toda a sua vida e existência a Deus.
Juntando as suas capacidades de necromante à actividade de religioso, rapidamente fez fama que se espalhou e depressa chegou aos ouvidos do Sumo Pontífice, que depois de ouvir os que se contava resolveu fazê-lo bispo. Graças aos seus dotes, depois de arcebispo rapidamente chegou a bispo, sempre usando as suas capacidades de Necromancia.
Numa noite uma criança recém-nascida foi posta na porta da sua igreja da sua diocese. Recolhida pelo bispo, a linda menina foi rodeada de todos os carinhos. Como não se sabia quem eram os pais, ficou ao cargo do bispo e foi educada como princesa.
Foi por estas alturas que as hostes de Mafamede invadiram a Península Ibérica. Vendo-se em perigo, o Bispo Genádio resolveu reunir todos os seus condiscípulos e partir. Mandou construir uma frota de grandes barcos e partir para o Grande Mar Oceano Ocidental acompanhado pela menina que adoptara e por grande número de cidadãos.
Depois de muitos dias a navegar no oceano, chegaram a uma ilha desconhecida e desabitada. Nessa ilha fundearam os seus barcos e resolvendo-a adoptar como sua fundaram ali uma grande cidade por cada um dos arcebispos que acompanhavam a cúria, no total de Sete Cidades.
Depois de muitos anos, a menina de então cresceu para se tornar um bonita moça que começava a chamar à atenção de quem a via. À medida que se transformava em mulher, sonhava e esperava um dia voltar ao grande e distante continente de onde um dia partira. As suas confidências para com as aias chegaram ao conhecimento do bispo que, cioso e com medo de perder a pureza da jovem, preparou-se para a defender de quem a pudesse pretender.
Não tendo outras armas de que se socorrer, voltou a recorrer das suas antigas práticas de necromancia e magia para ocultar a ilha de quem dela se aproximasse. Mas numa certa manhã ensolarada surgiu uma caravela no horizonte, que rumava à ilha e trazia desenhada no velame a Cruz da Ordem de Cristo.
Furioso, Genádio vociferava pelos corredores do seu palácio, sem entender por que os seus dotes de necromancia estavam a falhar. E quando a caravela já estava perto da terra e quase a acostar, recorreu aos extremos do seu satânico poder. Repentinamente e sem qualquer aviso, a bela e encantadora ilha transformou-se em um enorme e furioso vulcão que explodiu, destruindo todo em seu redor. Assim ficou apenas na memória dos poucos sobreviventes a lenda das Sete Cidades que tinham sido fundadas por Genádio e pelos seus seguidores.